# Mahmudabad (Verwaltungsbezirk)
Mahmudabad (persisch شهرستان محمودآباد) ist ein Schahrestan in der Provinz Mazandaran im Iran. Er enthält die Stadt Mahmudabad, welche die Hauptstadt des Verwaltungsbezirks ist. Der Verwaltungsbezirk liegt am Kaspischen Meer.

## Kreise
Der Verwaltungsbezirk gliedert sich in folgende Kreise:
- Zentral (بخش مرکزی)
- Sorkhrud (بخش سرخرود)

## Demografie
Bei der Volkszählung 2016 betrug die Einwohnerzahl des Schahrestan 98.407. Die Alphabetisierung lag bei 87 Prozent der Bevölkerung. Knapp 39 Prozent der Bevölkerung lebten in urbanen Regionen.
| Zensusjahr | Einwohnerzahl |
| ---------- | ------------- |
| 2011       | 96.019        |
| 2016       | 98.407        |